# رابطة الحريات
رابطة الحريات (ADL) (بالفرنسية: Alliance des libertés)‏ هو حزب سياسي مغربي ليبرالي أسّسهُ علي بلحاج في 16 مارس 2002.
اندمج مع أربعة أحزاب سياسية أخرى لتأسيس حزب الأصالة والمعاصرة سنة 2008.

## النتائج في الانتخابات
في الانتخابات التشريعية لعام 2002، فاز الحزب بأربعة مقاعد من بين ثلاثمائة وخمسة وعشرين في البرلمان. في الانتخابات التشريعية لعام 2007، حصل الحزب على مقعد واحد فقط من بين ثلاثمائة وخمسة وعشرين يشكلون مجلس النواب في البرلمان المغربي.